# Sylwia Pelc
Sylwia Pelc est une joueuse de volley-ball polonaise née le 30 novembre 1990 à Krzemienica. Elle mesure 1,89 m et joue au poste de centrale. Elle totalise 33 sélections en équipe de Pologne.

## Clubs
| Club                   | De        | À         |
| ---------------------- | --------- | --------- |
| SMS PZPS Sosnowiec     | 2006-2007 | 2008-2009 |
| Pałac Bydgoszcz        | 2009-2010 | 2010-2011 |
| BKS Stal Bielsko-Biała | 2011-2012 | 2014-2015 |
| MKS Muszyna            | 2015-2016 | 2015-2016 |
| Budowlani Łódź         | 2016-2017 | 2016-2017 |
| WTS Solna Wieliczka    | 2017-2018 | 2017-2018 |
| KŚ AZS PŚ Gliwice      | 2018-2019 | …         |

## Palmarès
- Coupe de Pologne
  - Finaliste : 2017.
- Championnat de Pologne
  - Finaliste : 2017.